# Гвинеја Бисао на Светском првенству у атлетици на отвореном 2023.
Гвинеја Бисао учествовала је на 19. Светском првенству у атлетици на отвореном 2023. одржаном у Будимпешти од 19. до 27. августа једанаести пут. Репрезентацију Гвинеје Бисао представљао је 1 атлетичар која се такмичио у трци на 100 метара.,
На овом првенству такмичар Гвинеје Бисао није освојио ниједну медаљу нити је остварио неки резултат.

## Учесници
Мушкарци:: 
- Секо Камара — 100 м

## Резултати

### Мушкарци
| Атлетичар   | Дисциплина | Лични рекорд | Предтакмичење | Предтакмичење | Квалификације        | Квалификације        | Полуфинале           | Полуфинале           | Финале               | Финале       | Детаљи |
| Атлетичар   | Дисциплина | Лични рекорд | Резултат      | Место         | Резултат             | Место                | Резултат             | Место                | Резултат             | Место        | Детаљи |
| ----------- | ---------- | ------------ | ------------- | ------------- | -------------------- | -------------------- | -------------------- | -------------------- | -------------------- | ------------ | ------ |
| Секо Камара | 100 м      | 11,02        | 11,04         | 3. у гр. А    | Није се квалификовао | Није се квалификовао | Није се квалификовао | Није се квалификовао | Није се квалификовао | 14 / 71 (75) |        |